# 威尼斯的吸血鬼

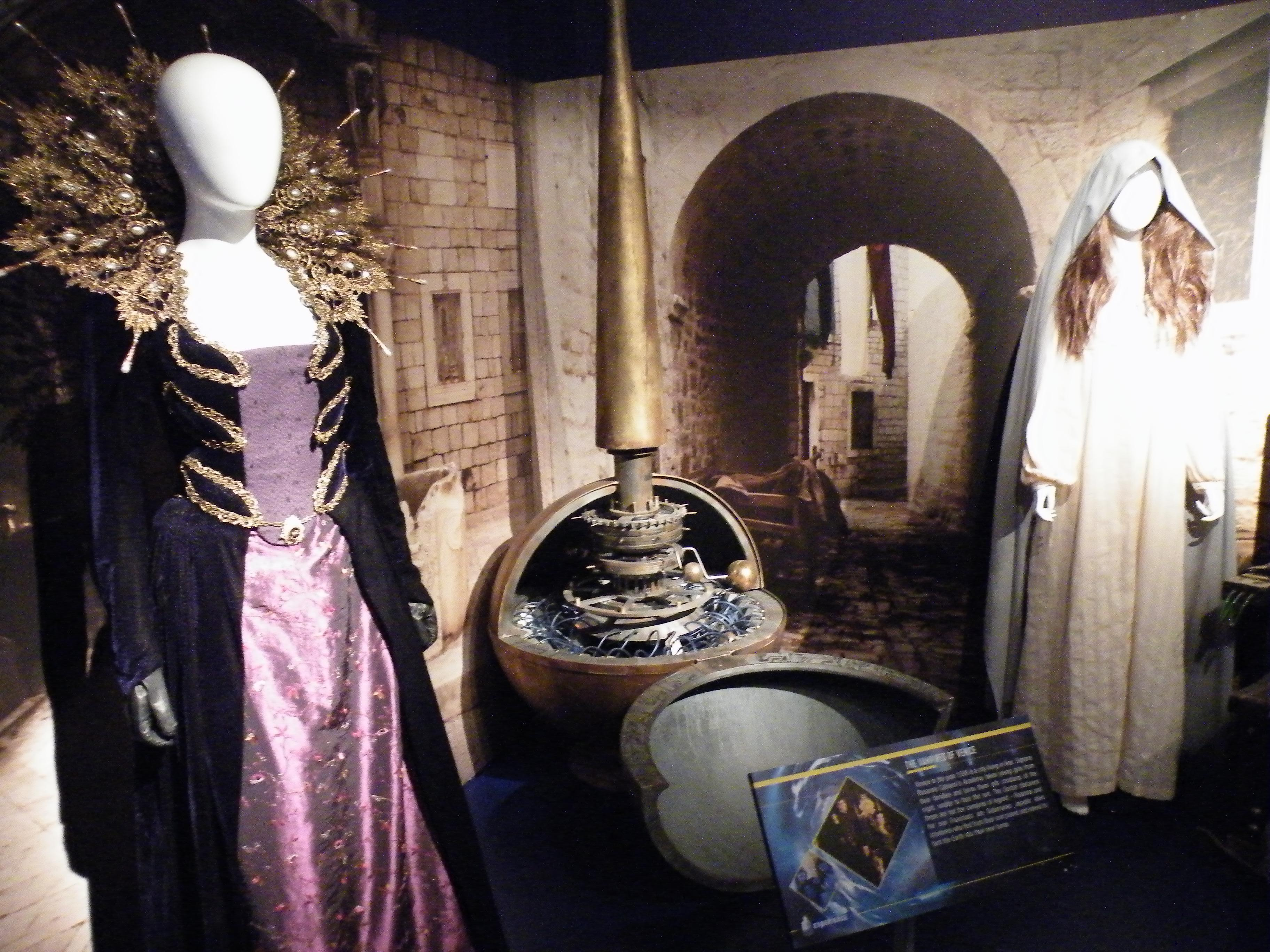
第五季的「The Vampires of Venice: Doctor Who Experience」裏的兩個服裝和道具。

〈威尼斯的吸血鬼〉（英語：The Vampires of Venice）是科幻电视剧《異世奇人》的第五季第6集，2010年5月8日首播于英國廣播公司第一台。本集的编剧是之前写过《校园重逢》的托比·怀特豪斯，导演是喬尼·坎貝爾。
在《血与石》的末尾，时间旅行者博士（馬特·史密斯饰）的助手艾米·邦德（凯伦·吉兰饰）亲了他之后，博士接来了她的未婚夫Rory（阿瑟·达维尔饰）继续旅行。带他们到1580年的威尼斯进行浪漫之旅。在那里，他们发现女学生似乎是吸血鬼，后来发现实际是伪装的外星人，企图把威尼斯变成新家。
本集代替了怀特豪斯写的另一个剧本，原本打算让吸血鬼以为自己本属于这个地方。本集在2009年晚期拍摄于克罗地亚特罗吉尔。《威尼斯的吸血鬼》在英国播出时有768万观众收看，获得86分的欣赏指数。评论家对本集的评价不一，称赞了幽默、制作设计和客串演员海伦·麦克洛瑞和Alex Price的表演，但认为本故事的情节元素与其他故事太过相似。